# Вивас, Борха
Борха Вивас Хименес (исп. Borja Vivas Jiménez; род. 26 мая 1984, Малага, Андалусия) — испанский легкоатлет, специалист по толканию ядра. Выступает за сборную Испании по лёгкой атлетике с 2003 года, обладатель серебряной медали чемпионата Европы, чемпион Средиземноморских игр, многократный победитель и призёр первенств национального значения, участник двух летних Олимпийских игр.

## Биография
Борха Вивас родился 26 мая 1984 года в Малаге, автономное сообщество Андалусия.
Впервые заявил о себе на международном уровне в сезоне 2003 года, когда вошёл в состав испанской национальной сборной и выступил на юниорском европейском первенстве в Тампере, где в зачёте толкания ядра закрыл десятку сильнейших.
В 2004 году стал шестым на иберо-американском чемпионате в Уэльве.
В 2005 году был восьмым на Средиземноморских играх в Альмерии и на молодёжном европейском первенстве в Эрфурте.
На иберо-американском чемпионате 2006 года в Понсе выиграл серебряную медаль.
Будучи студентом, в 2007 году представлял Испанию на Универсиаде в Бангкоке, где занял в своей дисциплине итоговое девятое место.
В 2008 году одержал победу на иберо-американском чемпионате в Икике.
В 2009 году выступил на чемпионате Европы в помещении в Турине и на чемпионате мира в Берлине, показал седьмой результат на Универсиаде в Белграде.
В 2010 году был четвёртым на иберо-американском чемпионате в Сан-Фернандо и десятым на чемпионате Европы в Барселоне.
В 2011 году участвовал в чемпионате Европы в помещении в Париже и в чемпионате мира в Тэгу.
В 2012 году отметился выступлением на чемпионате мира в помещении в Стамбуле, взял бронзу на Кубке Европы по зимним метаниям в Баре. Благодаря череде удачных выступлений удостоился права защищать честь страны на летних Олимпийских играх в Лондоне — на предварительном квалификационном этапе толкнул ядро на 18,88 метра, чего оказалось недостаточно для выхода в финал.
В 2013 году выступил на чемпионате Европы в помещении в Гётеборге, победил на Кубке Европы по зимним метаниям в Кастельоне и на Средиземноморских играх в Мерсине, толкал ядро на чемпионате мира в Москве.
В 2014 году состязался на чемпионате мира в помещении в Сопоте, на домашних соревнованиях в Алькобендасе установил свой личный рекорд в толкании ядра на открытом стадионе — 21,07 метра. На чемпионате Европы в Цюрихе с результатом 20,86 завоевал серебряную медаль, уступив только немцу Давиду Шторлю.
В 2015 году стал четвёртым на чемпионате Европы в помещении в Праге, превзошёл всех соперников на Кубке Европы по зимним метаниям в Лейрии, принял участие в чемпионате мира в Пекине.
В 2016 году занял одиннадцатое место на чемпионате мира в помещении в Портленде и восьмое место на чемпионате Европы в Амстердаме. Выполнив олимпийский квалификационный норматив (20,50), благополучно прошёл отбор на Олимпийские игры в Рио-де-Жанейро — на сей в толкании ядра показал результат 20,25 метра и вновь в финал не вышел.
На чемпионате Европы в помещении 2017 года в Белграде остановился на предварительном квалификационном этапе.
На домашних Средиземноморских играх в Таррагоне так же отобраться в финал не смог.